# 李克承 (1909年)
李克承（1909年12月24日—1986年9月24日），臺灣新竹市人，新竹第一位醫學博士。

## 生平
李克承於台灣日治時期之明治42年（1909年）12月24日生於新竹廳，為李錫金玄孫（四世孫），曾就讀新竹第一公學校、淡水中學、京都大學同志社中學部，及佐賀高等學校理科:42。昭和16年（1941年）4月取得長崎醫科大學醫學博士:56，是新竹出身的第一位醫學博士，同年自日本返回臺灣，於新竹市表町（今文昌街）開設新竹內科醫院:52。李克承曾任新竹市參議員、新竹市第三信用合作社理事主席、新竹縣醫師公會理事長、台灣省醫師公會理事長、中華民國紅十字會新竹縣支會會長、財團法人新竹救濟院董事長等。

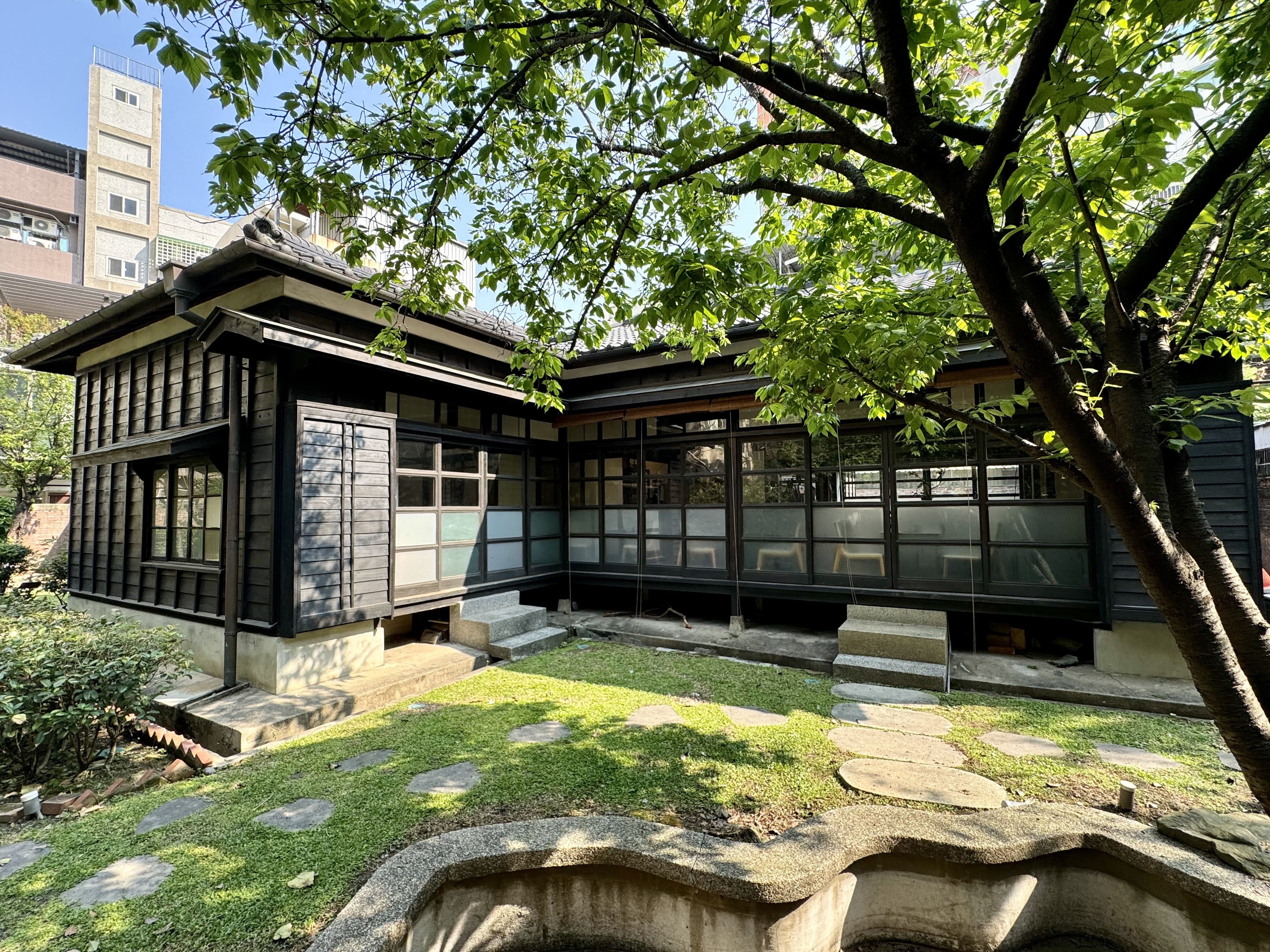
李克承博士故居

李克承於醫師公會理事長任內與吳基福醫師合作推動「醫師法」，主張舉辦醫師執照考試，取締密醫，反對另辦特考讓退役軍醫或公共衛生保健員取得醫師資格。另外，李對於地方社會公益事業投入甚多，諸如成立「李克承博士獎學基金會」協助清寒學生、設立新竹老人大學、照顧社區年長者、造福弱勢民眾等。綜其一生造福地方，地方人士咸以「李博」相稱。
1986年9月24日，有新竹第一位醫學博士之稱李克承去世。